# Nephele (nimf)

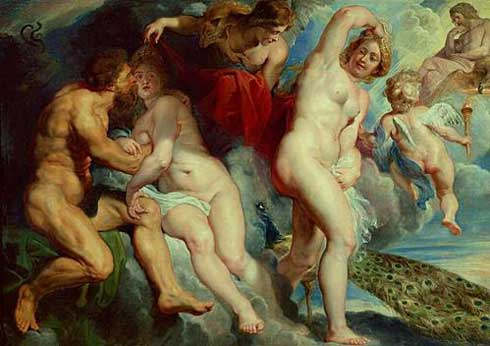
Ixion en Nephele door Peter Paul Rubens

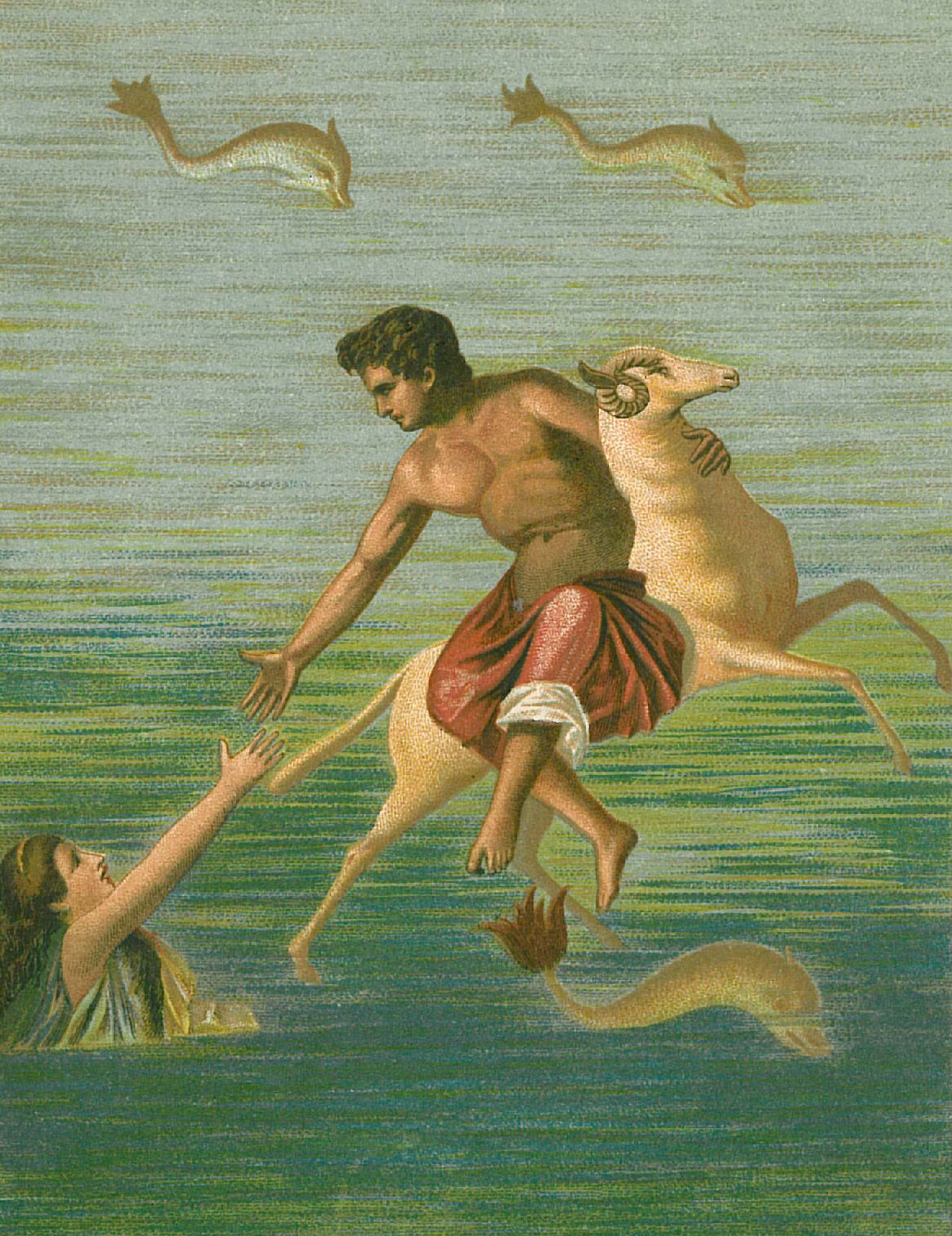
Phrixus en Helle en de gouden ram Chrysomallos

In de Griekse mythologie was Nephele (in het Latijn Nubus) een wolkennimf die een prominente rol speelde in het verhaal van Phrixus en Helle.

## Mythologie
Volgens de mythe schiep Zeus de wolk Nephele naar het beeld van Hera om Ixion te misleiden en zijn integriteit op de proef te stellen nadat deze op een feest zijn lust naar Hera toe had laten blijken. Ixion kon zich niet beheersen en bevruchtte Nephele waardoor hij het monster Centaurus verwekte, de vader van de centauren.
Nephele huwde Athamas en kreeg een tweeling, een zoon Phrixus en een dochter Helle. Athamas scheidde vervolgens van haar voor Ino. Deze vrouw beraamde een slinks complot om van de tweeling af te komen door alle oogstzaden van de stad te roosteren zodat ze niet zouden groeien. De plaatselijke boeren, bang voor hongersnood, vroegen een nabijgelegen orakel om hulp. Ino kocht de mannen die naar het orakel waren gestuurd om en liet hen liegen door hen te laten vertellen dat het orakel Phrixus en Helle als offer eiste. Vooraleer haar kinderen konden worden gedood werden zij echter gered door de vliegende gouden ram Chrysomallos die door hun natuurlijke moeder Nephele was gezonden.
Phrixus en Helle kregen de opdracht tijdens hun vlucht niet naar de aarde te kijken. Helle keek niettemin toch naar beneden, viel van de ram en verdronk in de Hellespont (die naar haar werd genoemd en Zee van Helle betekent). Phrixus overleefde de tocht naar Colchis waar hij door koning Aietes werd verwelkomd en vriendelijk behandeld werd. De koning gaf zijn dochter Chalciope ten huwelijk aan hem. Uit dankbaarheid schonk Phrixus de koning het Gulden Vlies van de gouden ram, dat Aietes in een boom in zijn koninkrijk hing. Het Gulden Vlies zou later worden meegenomen door Jason en zijn Argonauten.